# Піратство

Прапор піратів у XVIII ст.

Піра́тство — явище морського розбою, широко відоме ще зі стародавніх часів. У минулому його роль була досить вагомою, в сучасності піратство вже не грає колишньої ролі, однак досі збереглося в деяких регіонах.

Згідно зі статтею 101 Конвенції ООН з морського права від 10 грудня 1982 (ратифіковано Україною 3 червня 1999): 
|  | піратство — це будь-який неправомірний акт насилля, затримання або будь-який грабіж, що здійснюється з приватною метою екіпажем або пасажирами будь-якого приватного судна проти будь-якого судна, особи або майна на борту судна. |

Піратством також вважається добровільна участь у використанні судна, якщо було відомо про те, що судно є піратським. До піратства також належить підбурювання або свідоме сприяння таким злочинним діям.

## Походження назви
За поширеною етимологією слово «пірат» (лат. pirata) є запозиченням з грец. πειρατής, від грец. πειράω («випробувати»).

## Історія

### Античність
Найперші задокументовані випадки піратства — це напади народів моря, які загрожували кораблям, що плавали в водах Егейського та Середземного морів у XIV столітті до нашої ери. У античні часи фінікійці, іллірійці та тирренці були відомі як пірати. У докласичну епоху стародавні греки потурали піратству як поширеній професії, що «вважалась цілком почесним способом заробітку на життя». У багатьох текстах, у тому числі в «Іліаді» та «Одіссеї» Гомера, згадується як цілком звичайна справа, а викрадення жінок і дітей для продажу в рабство було поширеним явищем. Але в часи Класичної Греції піратство вважалося «ганьбою» для професії

### Відродження піратства у Західному Середземномор'ї

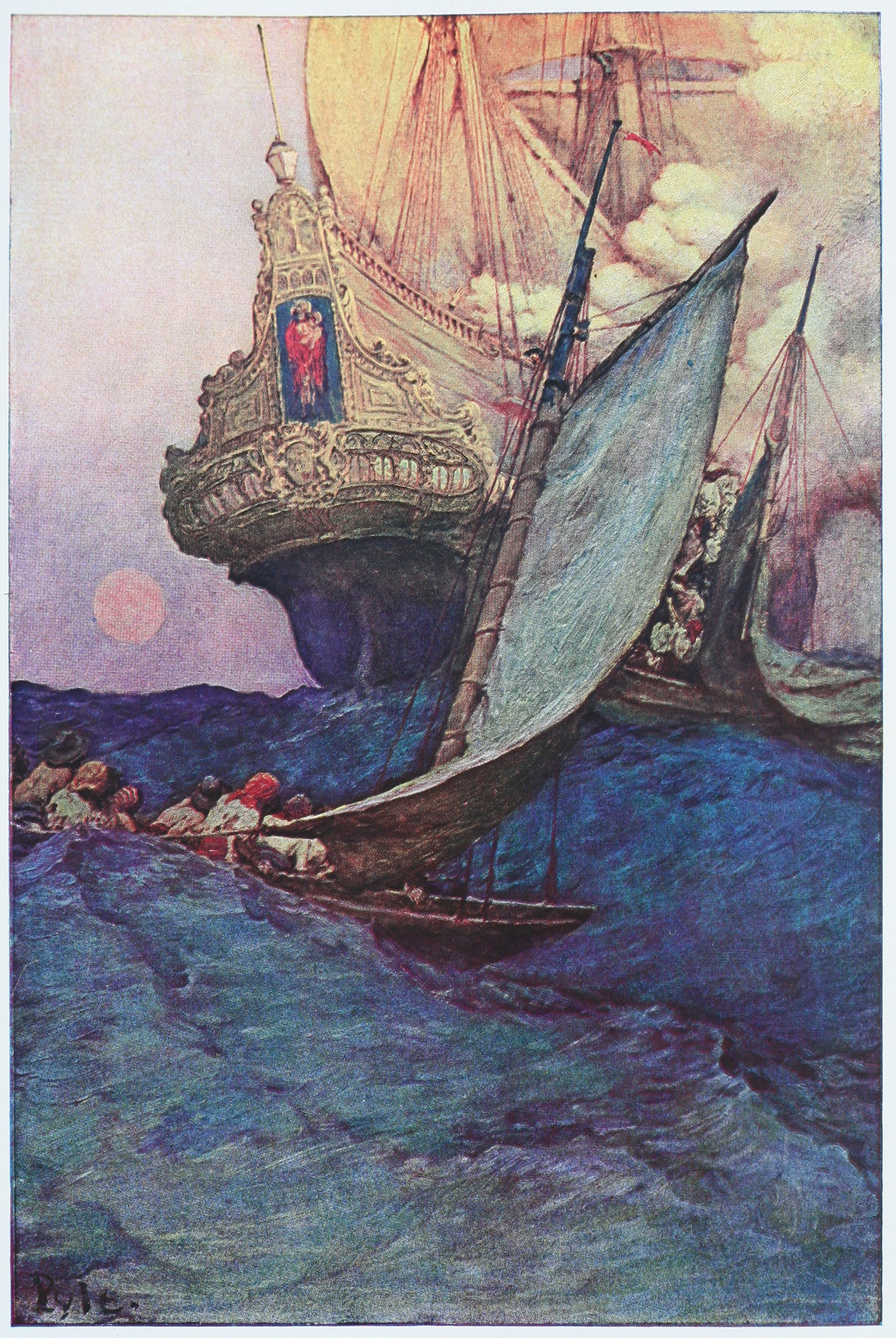
Пірати

На початку середніх віків у Середземному морі панував візантійський флот, і активність піратів була невисокою. Але з початком арабських загарбань Візантія змушена була зосередитися на протистоянні із силами новоутвореного Халіфату.
В середині VIII сторіччя в Іспанії утворюється самостійна мусульманська держава — Кордовський емірат (аль-Андалус). І саме під його егідою у Західному Середземномор'ї відроджується піратство.
До 825 року андалуські пірати захопили усі зручні гавані на Корсиці.
У 825 році втікачі з Іспанії спочатку оволоділи єгипетською Александрією, а коли їх звідти вибили війська халіфа, вирушили до візантійського Крита. Майже не зустрівши опору, вони захопили острів і перетворили його на базу піратських рейдів в Егейському морі.
У 827 році за допомогою андалуських піратів Аглабіди починають захоплення Сицилії.
У 838 і 842 роках пірати здійснили напади на Марсель, в 841 — за закликом беневентського князя Радельхіза зруйнували Капую, в 846 — розграбували Рим.
У 869 піратські ватаги заволоділи Мальтою, в 876 спустошили Тоскану, Лацій і Кампанію, в 881 заснували біля гирла Гарільяно фортецю, з якої здійснювали регулярні наскоки на сусідні італійські землі.
У 888 році мусульманські пірати з Андалусії захопили частину узбережжя Прованса із фортецею Фраксінет, перетворивши її на справжнє кубло грабіжників і работоргівців.

### Норманське піратство
Майже одночасно, з кінця VIII сторіччя, справжній сплеск переживає піратство на Півночі Європи. Розбій перетворився на постійний промисел численних ватаг із Скандинавії, що в джерелах отримали назву норманнів або ж вікінгів. Їхніми жертвами, втім, були не стільки кораблі, скільки прибережні села, міста і монастирі.
Першим нападом скандинавських піратів на британські острови вважають пограбування Ліндісфарна у 793 році. Надалі ці напади стали регулярними.
З 799 року нормани грабували землі фрізів і саксів. Карл Великий був змушений створити для захисту від піратів прибережну охорону. Але вона допомагала мало.
З розпадом імперії Карла Великого пірати знахабніли. Тепер вони навіть не поверталися взимку додому, як раніше, а зимували у пограбованих землях, щоб відновити грабунок вже ранньою весною. Географія нападів розширюється. У 844 році жертвами піратів стали Астурія і Португалія. В 859 році ватажок вікінгів Бйорн Залізнобокий досяг Гібралтару і розграбував середземноморське узбережжя Марокко. Потім настала черга Балеарських островів, Провансу і Тоскани. У 862 році Бйорн повернувся до Британії, розоривши на зворотному шляху Валенсію.
На півночі Європи вікінги досягли узбережжя Білого моря, на сході вони спустилися Волгою через Каспій до берегів Персії.
У 886 році вікінги взяли в облогу Париж, але французький король Карл ІІ Лисий зумів від них відкупитися.

### Віталійці і лікеделери
Наприкінці XIV сторіччя, під час війни між Данією і Мекленбургом за контроль над Швецією, мекленбурзькі герцоги, а також міста Росток і Вісмар, оголосили, що їхні гавані відкриті для будь-кого, хто «на свій страх і ризик наважиться завдавати шкоди Данському королівству». Того ж року в Балтійському морі з'явилося безліч піратів. Здебільшого ними командували мекленбурзькі дворяни, серед яких виділялися Аренд Штюк і Клаус Міліс. Оскільки в данців практично не було флоту, пірати фактично контролювали води Балтійського моря і майже безперешкодно постачали провіант до взятого в облогу данцями Стокгольма. Саме тому розбійники називали себе «віталійськими братами» (від Vitalie — провіант). Проте діяльність «братів» не обмежувалася допомогою нужденним. У 1393 вони розграбували Берген, в 1394 — Мальме і захопили Готланд.
Незабаром брати почали нападати на будь які судна, тому ганзейзькі міста були змушені втрутитися, щоб примусити сторони до укладення миру. У 1395 в Ліндхольмі був укладений договір, за яким Альбрехт Мекленбурзький отримував свободу, а Стокгольм як застава за обумовлену суму викупу передавався на три роки ганзеатам. Однак, незважаючи на угоду, віталійські брати продовжили піратствувати на Балтиці. Їх бойовим кличем стало «друзі Господа і вороги всіх». Головним притулком для себе вони облаштували фінське узбережжя, де їм допомагав син Бу Йонссона Грипу Кнут Буссон, а також Готланд, де ними командували герцог Ерік Мекленбурзький, а після його смерті — Свен Стуре. На час їм вдалося навіть захопити Або, Виборг, а також ряд фортець на фінському березі. У 1398 Готланд підкорили тевтонці, тим самим підірвавши вплив братів на Балтиці. В цьому ж році Свен Стуре, Аренд Штюк і Кнут Буссон були змушені підкоритися королеві Маргариті.
Пірати змушені були перенести свою діяльність з Балтики до Північного моря, чому значною мірою сприяли чвари у Фрисландії. Самих розбійників тепер іменували «лікеделерами» — тобто «рівнодільними», вочевидь натякаючи на спосіб розподілу здобичі між піратами. Серед ватажків лікеделерів особливо уславився Клаус Штьортебекер, чиї пригоди послужили сюжетом для народних пісень, а в більш пізні часи і для романтичних віршів. У 1401 гамбуржці здобули біля Гельголанда перемогу над Штьортебекером. Він був узятий в полон і страчений. Втім, це принесло заспокоєння лише на короткий час.
Під час війни між Еріком Померанським і графами Гольштинськими (з 1416 р.) пірати повернулися до Балтійського моря. Ще пізніше, під час перебування Еріка на Готланді (1438—1449), вони навіть відновили контроль над островом. Але протрималися там недовго.

### Доба великих географічних відкриттів
Особливого розмаху піратство сягнуло у ранній новий період, під час Доби великих географічних відкриттів, коли загострилося суперництво між європейськими державами. Тордесільяський договір проголосив поділ світу між володарями Іспанії та Португалії. Проте французький король Франциск I його визнавати відмовився. Більше того — надавав охочим особливі документи з «дозволом» грабувати кораблі держав, що вели з Францією війну. Таких «піратів на королівській службі» називали каперами. Жан Флері, один із французьких каперів захопив навіть корабель із «золотом Монтесуми», здобиччю, що її Ернан Кортес відправив самому імператору Карлу V. Коли той обурився, Франциск I відповів, що «не бачив заповіту прабатька Адама, який би заповів Новий Світ лише королям Іспанії і Португалії, а мене позбавив своєї частки спадку». Португальці спробували затримати французькі кораблі в Індійському океані, але капери напали на Лісабон і змусили відшкодувати усі збитки.
Після захоплення іспанцями Мексики та Перу Карл V заборонив закордонним купцям відвідувати Новий Світ, американські товари дозволяли купивати лише в іспанській Севільї, сплативши мито до імператорської скарбниці. Іноземці, щоправда, цю заборону постійно порушували, хоч якими суворими покараннями погрожували контрабандистам. А напади піратів, більшість із яких були французами, перетворилися на справжню епідемію. Розбійники не лише захоплювали кораблі з американським сріблом, а й атакували прибережні міста — навіть такі великі, як Картахена або Гавана. Щоб захиститися від піратських наскоків, навколо поселень почали будувати міцні мури. А іспанські кораблі з вантажами з Нового Світу імператор наказав збирати у великі флотилії, які згодом стали називати «Срібним флотом» або «Флотом скарбів».
З укладання Като-Камбрезького мирного договору в 1559 році французький уряд, принаймні офіційно, припинив підтримку піратів. Але вже в 1566 році спалахнуло повстання проти влади Габсбургів в Нідерландах. Рушійною силою повстання був простолюд. Голландські та зеландські рибалки і моряки вже невдовзі почали створювати загони піратів, або ж морських гьозів, які грабували й топили іспанські кораблі біля європейських берегів.
Майже одночасно сусіди голландців — англійці — намагалися налагодити з Новим Світом власну торгівлю. Іспанці вважали таку торгівлю контрабандою, тому почали полювати на англійські кораблі. Ті відповіли нападами на іспанські транспорти. Королева Єлизавета I таємно підтримувала піратів, яких називала своїми «морськими псами», і давала їм гроші на будівництво суден.
Найвідомішим із «морських псів» був Френсіс Дрейк. Він нападав не лише на кораблі іспанців, але й на їхні міста. А в 1577 році обійшов Америку з півдня і несподівано атакував порти на тихоокеанському узбережжі. Здобич Дрейка була величезною — вантаж одного лише срібла важив 26 тонн. Розуміючи, що іспанці можуть чекати його на зворотному шляху, «морський пес» вирішив повертатися додому через Тихий та Індійський океани, і здійснив таким чином другу в історії навколосвітню подорож. Скарби, привезені піратом-дослідником, удвічі перевищували всі доходи англійської державної скарбниці за рік. Іспанський король Філіп II вимагав покарати зухвальця і повернути награбоване, проте Єлизавета I особисто відвідала корабель Дрейка і надала йому лицарський титул.
Силами піратів — англійських і голландських — була розгромлена «Велика Армада», зібрана Філіппом II у 1588 році.

### XVII сторіччя

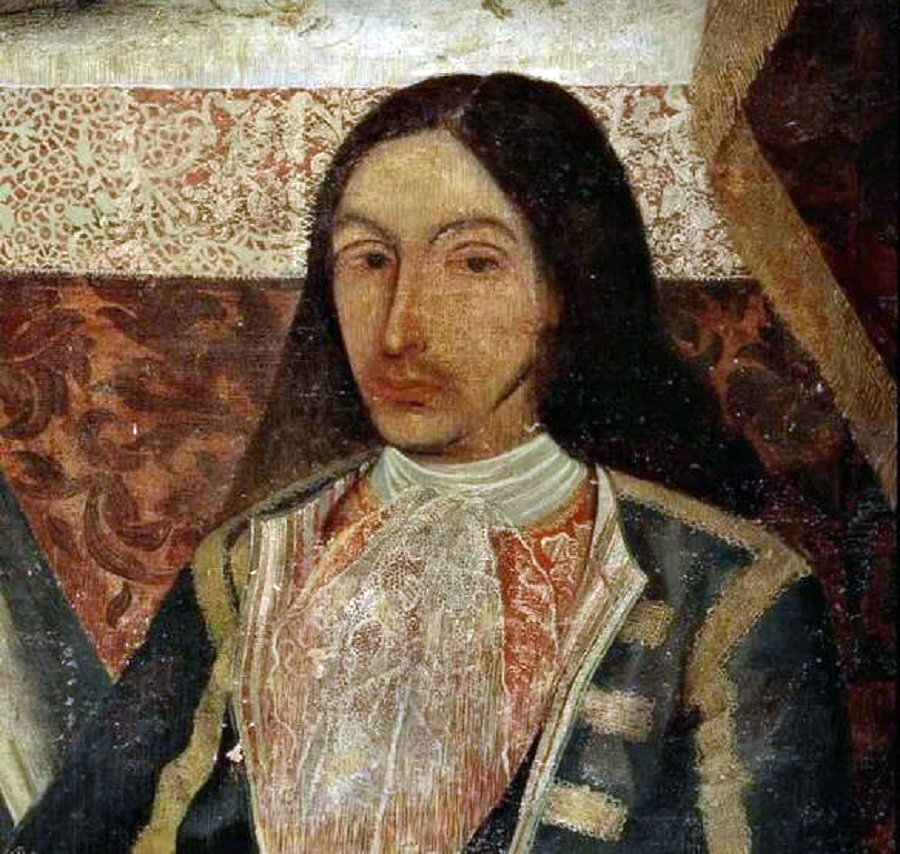
Амаро Парго, іспанський капер і торговець.

Справжній розквіт піратства припав на XVII сторіччя. У віддалених морях уряди європейських держав не мали великих флотилій, тому наймали морських розбійників або ж просто надавали їм каперські свідоцтва. Головним осередком піратів стало Карибське море. Тут було чимало пустельних островів, на яких, попри заборони іспанської влади, облаштувалося чимало вільних переселенців із Європи. Переселенці полювали на дичину або випасали худобу, тому їх називали буканьєрами (тобто «мангальниками» — «буканом» індіанці іменували решітку, на якій смажили м'ясо). Згодом буканьєри і звичайні шукачі пригод зі Старого Світу почали гуртуватися у ватаги, які грабували торговельні кораблі — переважно іспанські. За кілька десятиліть піратські загони набули такої сили, що допомогли англійцям захопити острови Ямайка (1655) і Тортуга.
Губернатори Ямайки охоче надавали піратам права каперів, навіть не запитуючи згоди уряду. Коли Карл II замирився з Іспанією і оголосив про скасування раніше наданих каперських «дозволів», військова рада острова вирішила, що на Карибське море королівське рішення «не поширюється». Тортугу невдовзі захопили французи, але й французькі намісники так само охоче підтримували корсарів.
Найвідомішим із французьких піратів був Франсуа л'Олоне. Його жорстокість не мала меж, він убивав навіть полонених. Разом зі спільниками л'Олоне захопив і розграбував Маракайбо у Південній Америці. Але під час одного з нападів він був убитий індіанцями. З англійців найбільшої слави зажив Генрі Морган. Він також відзначився в Маракайбо, не раз грабував узбережжя Куби і Мексики, захопив Портобелло, а найгучнішим його здобутком стало захоплення і пограбування Панами. Це заможне місто було розташоване на березі Тихого океану, тому піратам довелося діставатися до нього суходолом. Мешканці Ямайки зустріли Моргана як героя. Однак з'ясувалося, що Карл II напередодні вчергове уклав мир із Іспанією. Піратського ватажка заарештували і відправили до Англії судити. Втім королівський суд «не знайшов доказів його вини», тому Морган повернувся до Ямайки військовим командувачем, а згодом навіть став губернатором острова.
Щоправда, наприкінці XVII сторіччя грабунок іспанських володінь у Новому Світі вже не приносив корсарам колишніх прибутків. Головний прихисток карибських розбійників — місто Порт-Рояль на Ямайці — був у 1692 році зруйнований землетрусом. Та й каперські свідоцтва отримати ставало дедалі важче. Тому пірати рушили на Схід.
Уже за рік після руйнування Порт-Роялю Томас Тью захопив перший індійський корабель у Червоному морі. Здобич була справді казковою — тисяча фунтів одного лише золота і срібла, безліч коштовного каміння, шовку та слонової кістки. Відтак мандрівки до Індійського океану стали постійними. Зазвичай пірати відпливали з портів на узбережжі Північної Америки, оминали мис Доброї Надії і зупинялися на Мадагаскарі чи сусідніх островах, а вже звідти здійснювали вилазки до берегів Індії й Аравії. Нападали переважно на кораблі Великих Моголів або європейських Ост-Індських компаній, і з награбованим добром поверталися до Америки. Цей шлях дістав згодом назву «Піратський раунд».
Пірат Генрі Еврі зумів захопити навіть особистий корабель індійського падишаха Великих моголів Аурангзеба. Обурений падишах позбавив англійську Ост-індійську компанію доступу до портів чотирьох факторій. Купці поскаржилися до англійського парламенту, і депутати відправили полювати за розбійниками капітана Вільяма Кідда. Але той і сам вирішив стати піратом. Ось лише не зміг захопити жодного корабля, повернувся на батьківщину ні з чим і був страчений.

### Розгром піратів
З часом чимало піратів змінило професію. Багато хто з розбійників стали, скажімо, плантаторами на Антильських островах. Колишній французький корсар Жан Дюкасс був навіть призначений губернатором Гаїті і швидко перетворився на одного з найбільших землевласників острову. Проте, якщо в часи боротьби з Іспанською імперією володарі Франції та Англії ставилися до піратства поблажливо й охоче роздавали каперські свідоцтва, то в XVIII сторіччі напади розбійників почали заважати розвитку їхніх власних колоній. Прихисток пірати знайшли на спустошених під час Війни за іспанську спадщину Багамських островах. У столиці островів — містечку Нассау — облаштувалися одразу кілька тисяч корсарів.
Боротися з ними британський уряд доручив новому багамському губернаторові Вудсу Роджерсу — людині завзятій, сміливій і досвідченій (він сам колись був капером). Тих розбійників, які погодяться скласти зброю, Роджерс пообіцяв не карати. Пірати зібралися в Нассау на нараду. Найзавзятіші пропонували створити на островах незалежну республіку, але вони опинилися в меншості. Рішення, зрештою, так і не ухвалили, і Роджерс здобув Нассау штурмом.
За корсарами, які втекли, почалося справжнє полювання. Одним із найвідоміших розбійників був Едвард Тіч, якого називали також Чорною Бородою. Вид у нього був і справді моторошний. Щоб залякати ворога, перед боєм Тіч уплітав до своєї кудлатої бороди ще й запалені ґноти. До соратників піратський ватажок, однак, ставився зі зневагою, команди його кораблів були постійно п'яними. Але Чорна Борода змовився з губернатором англійської Північної Кароліни, який вчасно попереджував його про наближення небезпеки. У відчаї місцеві плантатори звернулися по допомогу до губернатора сусідньої Вірджинії, який вислав проти Тіча військову ескадру. Пірата застрелили під час бою, а його відрубану голову повісили на щоглі.
Корсарів, яких захоплювали в полон, зазвичай чекала шибениця. Дехто з розбійників залишив небезпечні американські води і вирушив до берегів Африки, однак їх наздоганяли і там. А чимало піратських ватажків завершили своє життя на островах посеред океану, покарані за сваволю і жорстокість власними командами.

## Інші назви піратів

### Буканьєри
Буканьєри — мисливці, які готували м'ясо вбитих ними тварин. Його солили, потім підсушували і коптили на густому димі. Приготоване таким способом м'ясо було легко зберігати в умовах тропіків і воно користувалось великим попитом на Антильських островах. Буканьєри з'явились в Карибському морі в 30-х роках XVII століття, в той час, коли іспанці, захопивши золото ацтеків, мая та інків, незабаром після відкриття Нового Світу покинули свої колонії на Антильських островах, вирушивши на Американський материк. На островах вони залишили привезені ними з Європи домашніх тварин, корів, кіз, овець і свиней, які з покинутих дворів пішли в лісові хащі, поклавши там початок особливому різновиду здичавілих домашніх тварин. Саме на цих звірів полювали буканьєри — вихідці із середовища французьких моряків або корсари і пірати із загиблих кораблів, які оселились на Іспаньйолі (стара назва острова Гаїті). Займались землеробством, скотарством, вичинкою і торгівлею шкірою.

### Флібустьєри
Флібустьєри (фр. flibustier, нід. vrijbuiter — «той, який вільно грабує») — французька назва «буканьєрів». Займались виготовленням і торгівлею шкіри. Інколи займались пограбуванням рибалок в морі. Таким чином буканьєри й флібустьєри вели більш-менш мирний та осілий спосіб життя.

### Інші
- Тевкри — пірати Близького Сходу в XV—XI століттях до н. е., один із народів моря.
- Долопійці — давньогрецькі пірати, відомі також як сирійці, в 2 половині VI ст. до н. е. селились на острові Скірос. Основний район дій — Егейське море.
- Ушкуйники — новгородські річкові пірати, які займались піратством по всій Волзі приблизно у 14 ст. н. е.
- Берберські пірати — пірати Північної Африки, які курсували на швидкісних суднах в Середземному морі. Крім нападів на торгові судна, здійснювали також рейди на прибережні землі з метою захоплення рабів. Базувались в портах Алжиру і Марокко, часто були їх реальними правителями. Довгий час з ними боровся Мальтійський орден.
- Приватир (англ. privateer) — англійська назва капера чи корсара.
- Печелінг чи флекселінг — так в Європі і в Новому Світі називали голландських каперів.
- Клефти чи морські гайдуки — грецькі пірати епохи Османської імперії, які нападали переважно на турецькі кораблі.

## Новітній час
Останнім часом найнебезпечнішими вважалися води біля узбережжя Сомалі, але з середини 2012 року тут не було зафіксовано жодного піратського нападу.
Також небезпечними є західне й східне узбережжя Африки, Карибське море, прибережні води Коста-Рики, Бразилії, Колумбії, райони Південно-Східної Азії і Азіатсько-Тихоокеанського регіону.
За 2008 рік було захоплено 49 суден, на борту яких знаходилися 889 осіб, 11 осіб при цьому загинули, 21 вважаються зниклими безвісти, ще на 46 суден було здійснено напад. На Аденську затоку та Сомалі припадає захоплення 42 суден та 815 членів екіпажів.
За третій квартал 2016 року у світі зафіксовано 42 піратських напади на судна, а всього з початку 2016 року — 141 напад (на 25 % менше, ніж за віповідний період 2015 р.)[джерело?]
Відповідно до норм міжнародного права військові судна можуть надавати допомогу захопленому кораблю тільки на своїй території. Тому пірати, отримавши викуп, часто залишаються непокараними. Дві головні світові організації, що займаються протидією піратству — Міжнародна морська організація (The International Maritime Organization — IMO) та Міжнародне морське бюро (The International Maritime Bureau — IMB), — на практиці можуть тільки надати рекомендації, щодо дій у разі захоплення судна, а також нанести на карти зони ризику.
01 березня 2022 року в Женеві була прийнята Женевська декларація про права людини на морі . Вона являється базовим міжнародним договором із прав людини, який став основоположним документом для захисту на державному рівні прав громадян, що потерпіли від піратства. За Женевською декларацією визначаються чотири фундаментальні принципи:
- Права людини універсальні; вони застосовуються на морі, як і на суші;
- Усі люди на морі, без будь-яких відмінностей, мають право на свої права людини;
- Немає конкретних морських причин для відмови у правах людини на морі;
- Усі права людини, встановлені як міжнародним договором, так і міжнародним звичаєм, повинні поважатися на морі[11].